# Augustin César François de Cheppe
Augustin César François de Cheppe (1793-1869) est un haut fonctionnaire, directeur des Mines au ministère des Travaux publics. À la suite de son activité professionnelle au ministère, il est administrateur de la Compagnie des mines de la Loire dont il devient vice-président.

## Famille

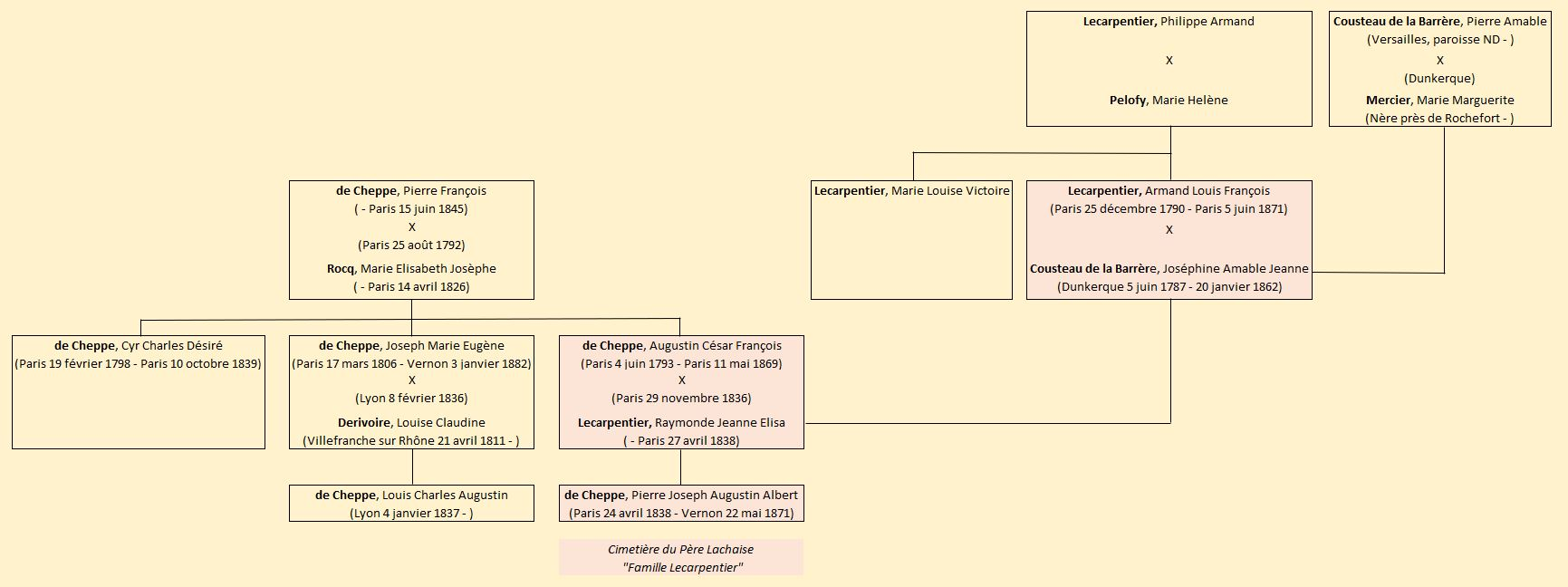
Généalogie de Cheppe

Augustin César François de Cheppe est né à Paris le 4 juin 1793 de l'union de Pierre François de Cheppe et Marie Elisabeth Josèphe Rocq, mariés à Paris le 25 août 1792. Il se marie à Paris le 29 novembre 1836 à Raymonde Jeanne Elisa Lecarpentier (…-Paris, 27 avril 1838). De cette union, est né, le 24 avril 1838 à Paris, Pierre Joseph Augustin Albert de Cheppe, décédé le 22 mai 1871 à Vernon. Augustin César François de Cheppe décède à Paris le 11 mai 1869 et est inhumé dans la sépulture de la famille de son épouse (« Famille Lecarpentier ») au cimetière du Père Lachaise.
La famille de Cheppe est originaire du duché de Bar.

## Activité professionnelle
Augustin César François de Cheppe entre à la direction générale des ponts et chaussées en 1811 comme « commis d’ordre », nommé en 1814 « rédacteur », en 1817 « sous-chef du secrétariat » et « secrétaire particulier du directeur général », en 1822 « chef du personnel » tout en restant secrétaire particulier de Becquey. En 1832, il est nommé « chef de la division » des Mines, remplacé par Bigault de Boureuille au cabinet particulier du directeur général.
 
Au changement de régime en 1830, dans ses attaques contre l’administration des ponts et chaussées, de Cheppe n’échappe pas aux foudres de Corréard.

De Cheppe est, en août 1837, au nombre des passagers du second convoi qui parcourt le chemin de fer de Paris à Saint-Germain avant son inauguration officielle. De même participe-t-il, en 1843, à l’inauguration du chemin de fer de Paris à Rouen.

Dans l’affaire Teste-Cubières en 1847, de Cheppe est cité comme témoin.

Il est mis à la retraite le 1er mai 1848,.

Après avoir quitté l’administration des Travaux publics, de Cheppe est nommé administrateur de la Compagnie des mines de la Loire en 1851, dont il devint l’un des vice-président. À la suite du démembrement de cette compagnie en 1854, il est administrateur de l’une des quatre sociétés qui lui succède, la Société des mines de la Loire.

## Activité mondaine
Augustin César François de Cheppe est membre du Cercle des chemins de fer et du Cercle de la rue de Grammont.

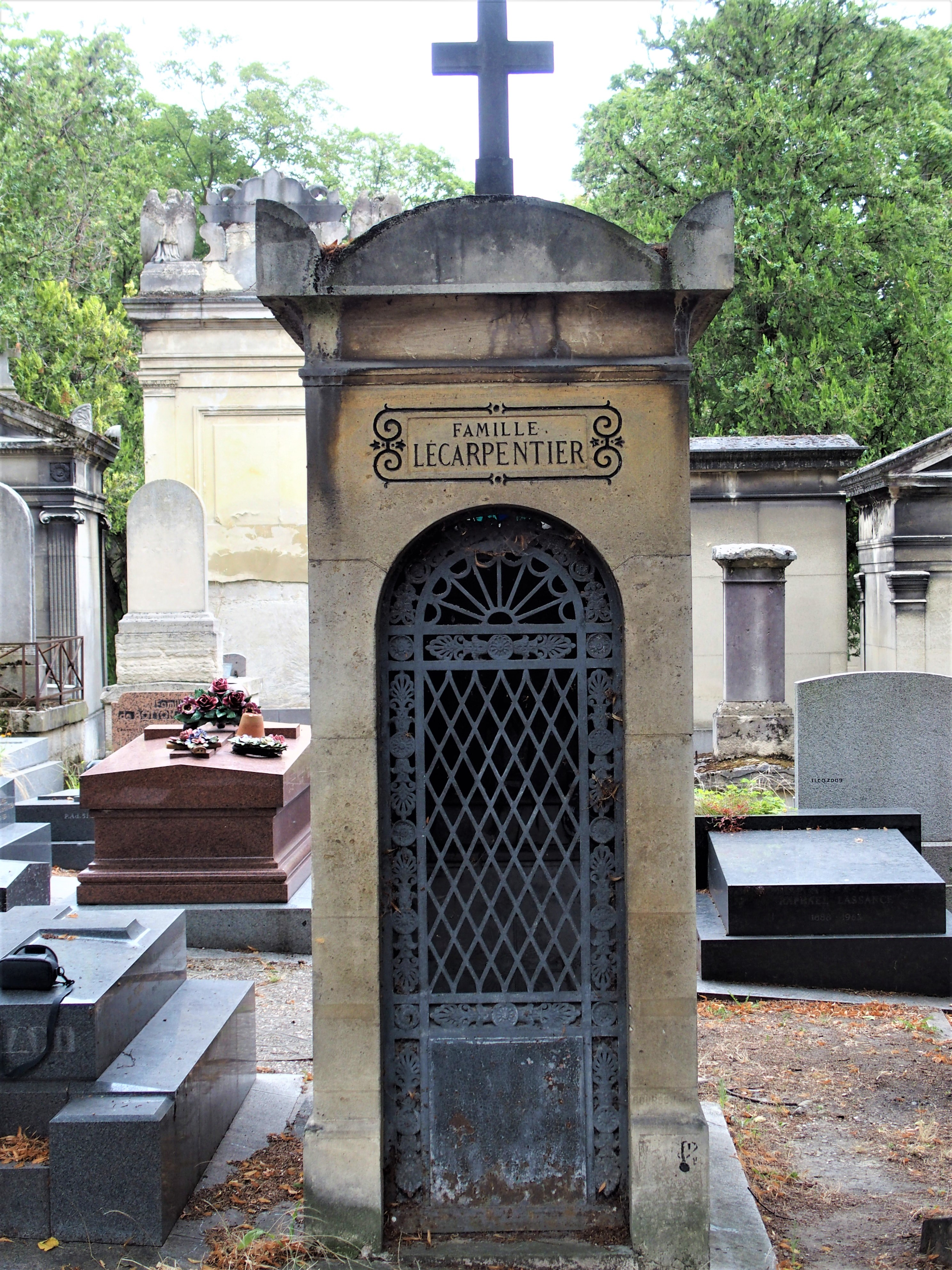
Sépulture de la "Famille Lecarpentier" (de Cheppe)
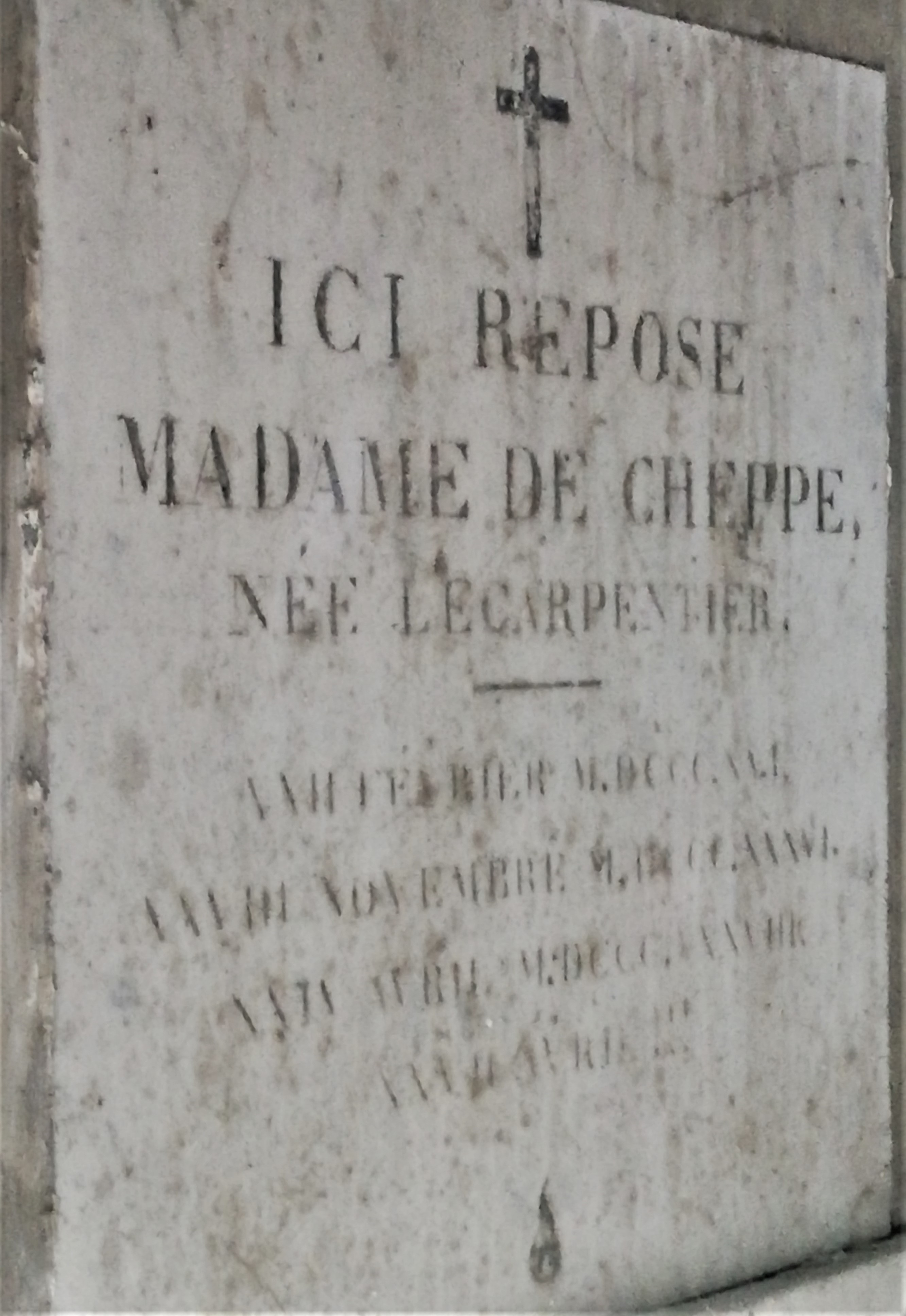
Plaque sépulture de Raymonde Jeanne Elisa Lecarpentier
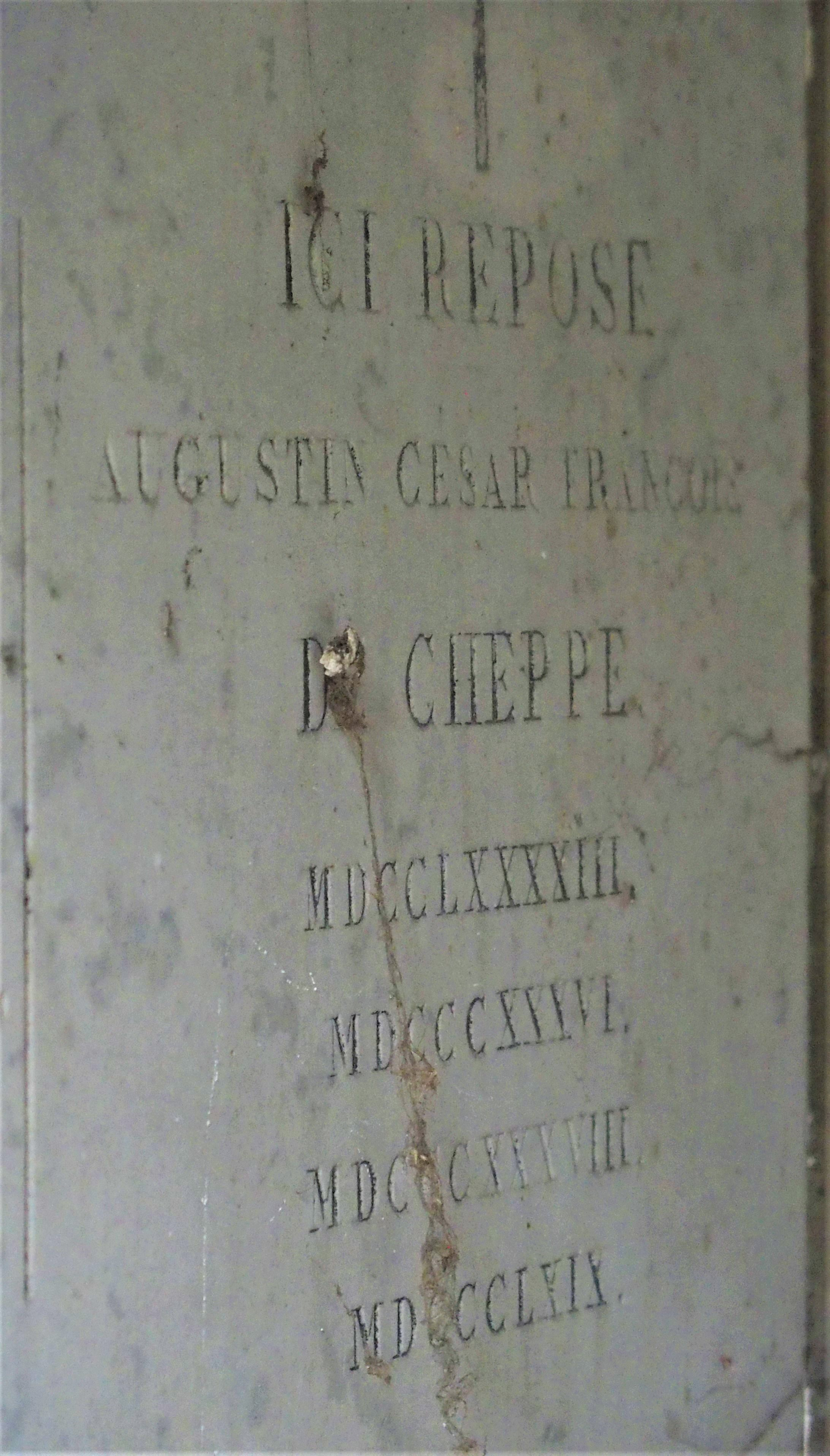
Plaque sépulture d'Augustin César François de Cheppe
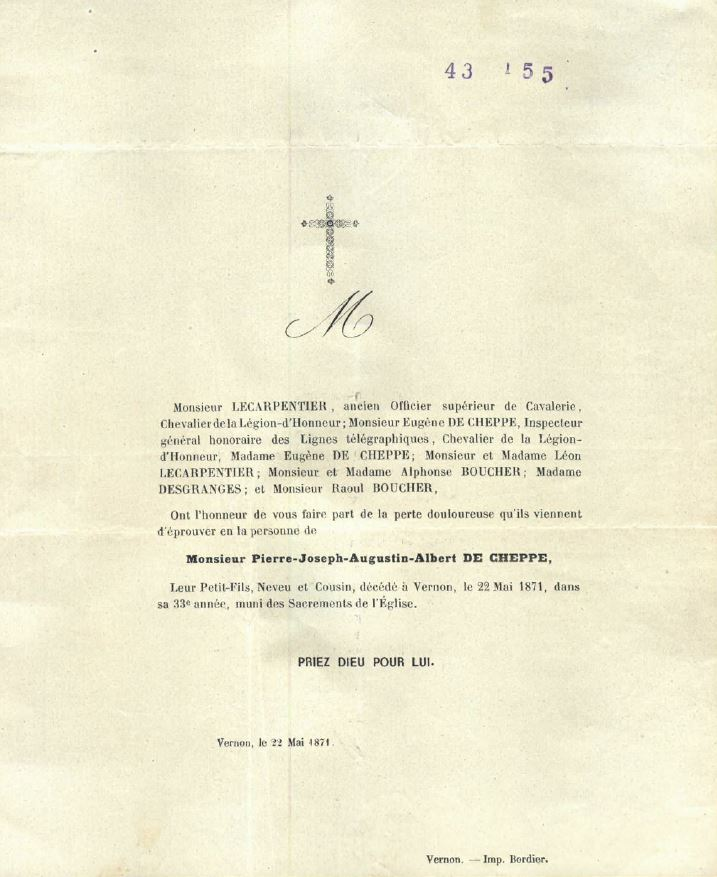
Faire-part décès de Pierre Joseph Augustin de Cheppe

## Publications
Comptes rendus
- Cordier, Histoire de la navigation intérieure et principalement celle de l'Angleterre jusqu’en 1805 (D. C., Moniteur universel, 5 septembre 1819, p. 1173[note 3]) ;
- Cordier, Histoire de la navigation intérieure…, Tome II (De Cheppe, Moniteur universel, 8 décembre 1821, p. 1651[note 3]) ;
- Barbier, Examen critique et complément des Dictionnaires historiques les plus répandus… (A. C. F. de Cheppe, Moniteur universel, 23 août 1820, p. 1272) ;
- Barbier, Dictionnaire des ouvrages anonymes et pseudonymes (A. C. F. de Cheppe, Moniteur universel, 9 août 1823, p. 956) ;
- vicomte F. L. de Villeneuve, Histoire de René d'Anjou, roi de Naples, duc de Lorraine et comte de Provence (A. C. F. de Cheppe, Moniteur universel, 23 août 1825, p. 1200) ;
- Toussaint-Ange Cotelle, Cours de droit administratif appliqué aux travaux publics, 1841 (« Présentation » par de Cheppe, Moniteur universel, 11 novembre 1841, pp. 2353-2354) ;
- Lamé-Flreury, « De la législation minérale sous l’ancien régime » (A. de Cheppe, Moniteur universel, 7 novembre 1858, p. 1363) ;
- Édouard Dalloz, De la propriété des mines et de son organisation légale en France…, (Comité des houillères française, Situation des houillères en France en 1863, Paris, 1864, de Cheppe p. 117).

Articles
- « Statistiques - Notice sur la production des mines en France pendant l'année 1831 », Annales des mines, tome III, 1832, pp. 693 ;
- « Droit administratif » relatif aux mines, Annales des mines, tome VII, 1835, pp. 589-602 ;
- « Jurisprudence des mines[note 5] », Annales des mines, 1835, tome VIII, pp. 547 ;
- « Jurisprudence des mines », Annales des mines, 1836, tome X, pp. 585 et suiv.[27] ;
- « Jurisprudence des mines », Annales des mines, 1838, tome XII, p. 729 ;
- « Jurisprudence des mines », Annales des mines, 1838, tome XIV, p. 513 ;
- « Jurisprudence des mines », Annales des mines, 1839, tome XV, p. 653 ;
- « Jurisprudence des mines », Annales des mines, 1839, tome XVI, p. 685 ;
- « Jurisprudence des Mines », Annales des mines, 1840 ;
- « Jurisprudence des mines », Annales des mines, 1841, Tome XX, p. 637 ;
- « Jurisprudence des mines », Annales des mines, 1842, Tome I, p. 733 ;
- « Jurisprudence des mines », Annales des mines, 1843, Tome IV, p. 617 ;
- « A M. le rédacteur en chef du journal », Journal des chemins de fer, 26 août 1843, pp. 660-661 ;
- « Jurisprudence des mines », Annales des mines, 1844, tome V, p. 647 ;
- « Jurisprudence des mines », Annales des mines, 1844, tome VI, p. 589 ;
- « Table des articles de jurisprudence insérés dans les Annales des mines jusqu’en 1844 inclusivement », Ibidem, p. 607 ;
- « Jurisprudence des mines », Annales des mines, Tome XI, 1847, p. 711 et suiv. ;
- « Jurisprudence des mines », Annales des mines, Tome XII, 1847, p. 655 et suiv. ;
- « Compte rendu des travaux des ingénieurs des mines en 1847 », Journal des chemins de fer, 7 avril 1847, p. 233 ;
- Révision de la loi du 21 avril 1810 relative aux mines, Journal des débats, 5 décembre 1848, p. 2 ;
- « Lettre du 19 décembre 1848 à MM les administrateurs du journal… », Journal des chemins de fer, des mines et des travaux publics, 24 décembre 1848, p. 520 (Contribution de de Cheppe au Journal après sa mise à la retraite) ;
- « Du projet de loi sur les mines », Journal des chemins de fer, 9 décembre 1848, p. 495 ;
- « Du projet de loi sur les mines, de l’association des mines de la Loire – II », Idem, 24 décembre 1848, p. 528 ;
- « Du projet de loi sur les mines - III », Journal des chemins de fer, 6 janvier 1849, p. 560 ;
- « Du projet de loi sur les mines (suite et fin) - III », Journal des chemins de fer, 13 janvier 1849, p. 24 ;
- « De la proposition relative à la réunion des concessions de mines. De l'association des mines de la Loire », Journal des chemins de fer, des mines et des travaux publics, 21 avril 1849.

Discours
- Discours prononcé, le 4 mai 1849, sur la tombe de M. Becquey,... ancien ministre d'État, ancien directeur général des ponts et chaussées et des mines, Paris, impr. de Desoye, 1849.

## Sources
Archives nationales (Pierrefitte)
- AN F1411401 (Ponts et chaussées - dossier personnel) ;
- AN BB 30 739 (Conseil d’État - dossier personnel).

Archives nationales (CARAN) Paris
- MC/ET/XXI/938 (archives du notaire Marie Antoine Constant Grulé : inventaire après décès de Raymonde Jeanne Elisa Lecarpentier, épouse de Augustin César François de Cheppe, demeurant à Paris, rue de la Chaussée d'Antin, n° 18, décédée à Paris, le 27 avril 1838)[28].